# Безуглий Василь Данилович
Безуглий Василь Данилович (нар. 7 квітня 1922, Заруддя, нині Кременчуцького району, Полтавської області — пом. 25 липня 2001, Харків) — український хімік. Доктор хімічних наук, професор. Заслужений діяч науки і техніки України. Батько Євгена Безуглого.

## Біографія
1946 року закінчив Харківський університет.
1946—1949 працював у Харківському хіміко-фармацевтичному науково-дослідному інституті. Під керівництвом М. Ізмайлова розробив адсорбційний метод одержання кофеїну та теоброміну з рослинного матеріалу. Розробив рецептуру, технологію й організував виробництво пластмас холодної полімеризації на основі акрилатів (АСТ-1, АСТ-2, АСТ-Т, карбодент), для потреб техніки, будівництва та медицини, комплекс пластмасових сцинтиляторів. Запропонував низку електрохімічних методів синтезу й аналізу полімерів.
1950—1959 — працював на Харківському заводі зуболікарських препаратів.
1959—1968 — працював у Харківському науково-дослідному інституті монокристалів.
З 1968 працював в Українському заочному політехнічному інституті.
1978 — професор, завідувач кафедри технології пластмас.
1991 — заслужений діяч науки і техніки України.
З 1999 року — на пенсії.